# Матвеев, Андрей Фёдорович
Андре́й Фёдорович Матве́ев (25 августа 1892, село Озера, Винницкая волость, Лодейнопольский уезд, Олонецкая губерния — 30 марта 1985, Днепропетровск, Украинская ССР) — педагог, общественно-политический деятель, член партии эсеров, депутат Учредительного собрания от Олонецкой губернии.

## Биография
Родился в крестьянской семье. Вепс по национальности. Отец работал на лесных промыслах. Окончил двуклассное училище в селе Винницы, в 1911 году — Петрозаводскую мужскую учительскую семинарию, получив звание учителя народных училищ. Работал учителем в селе Угмойла, Сямозерской волости Петрозаводского уезда.
В 1915 году Матвеев как ратник 2 разряда был мобилизован а армию, став солдатом гвардейского Измайловского полка. Из-за своей близорукости служил санитаром (окончил фельдшерскую школу при полковом лазарете). Весной 1917 года демобилизовался. Задержавшись, по пути домой, в Петрограде, — вступил в Партию социалистов-революционеров (ПСР), что отвечало тогдашним устремлениям крестьянской среды, с которой Матвеев был кровно связан. Участвовал в кооператорском движении. Был избран представителем на Лодейнопольский съезд крестьянских депутатов.
В августе 1917 года в Петрозаводске состоялся Олонецкий губернский съезд партии эсеров. Съезд избрал губком эсеровской организации, в состав которого — наряду с А. А. Садиковым и К. Н. Капусткиным — вошёл А. Ф. Матвеев. Военную организацию олонецких эсеров возглавил И. П. Морозов. В своих решениях съезд нацелил организацию на оживление работы в уездах, обратил внимание на подготовку к выборам в Учредительное собрание, связывая с ним решение земельного вопроса и, вообще, осуществление программы эсеровской партии. Матвеев был избран представителем от Олонецкой губернии в исполком Всероссийского совета крестьянских депутатов. Был главой чрезвычайных губернских земских собраний.
В августе 1917 года Матвеев был избран в Учредительное собрание от эсеров Олонецкой губернии, за него было отдано 127120 голосов, а за меньшевика Шишкина — 126827.
После разгона Учредительного собрания Матвеев полностью отошёл от политической деятельности.
В 1918—1919 гг. учился на Высших инструкторских курсах Центросоюза. Затем работал инструктором-лектором в Лодейном Поле, Москве, Ленинграде. В 1919 г. женился на М. А. Трескиной. В 1922 арестован в Петрограде как бывший член ПСР, но вскоре освобождён.
С 1925 года жил с семьёй в Царицыне (Сталинграде). До 1930 — зав. отделом в Союзе сельхозкооперации. До 1935 преподавал в Учебном комбинате Сталинградского облпотребсоюза. Заочно окончил Московский высший педагогический институт (1935). В 1935—1938 гг. преподавал в учебных заведениях Наркомторга СССР в Сталинграде.
Арестован 21.08.1938 г. Приговорён Сталинградским облсудом 11.04.1939 по ст. 58-10 к 8 годам ИТЛ и поражению в правах на 3 года. Отбыл срок полностью. С сентября 1939 до июля 1940 гг. находился в Бамлаге (ж.д. ст. Магдагачи, Восточная Сибирь), на общих работах (лесозаготовки). Затем — в Печорлаге (ж.д. ст. Хановей, Ворткутинский район); работал плановиком-экономистом на строительстве Печорской ж.д., затем на мерзлотной станции. Освобождён в августе 1946 г., по окончании срока. Однако сразу не выехал, оставался здесь же «вольнонаёмным». Жил с семьёй на ст. Хановей до 1961, работал заведующим мерзлотной станцией.
Затем переехал в Орловскую область, преподавал. После выхода на пенсию в 1961 году переехал с женой в Днепропетровск.
Умер 30 марта 1985 года в Днепропетровске. Посмертно реабилитирован в 1990-м году, по заявлению дочери И. Дубровиной.

## Источник
- Андрей Фёдорович Матвеев // Энциклопедия Хроно